# Neozephyrus
Neozephyrus — род бабочек семейства Голубянки.
Верхняя сторона крыльев самцов обычно золотисто-зелёная, голубоватая, блестящая. При смачивании спиртом окраска верха крыльев самцов становится бронзово-фиолетовой. На задних крыльях имеются хвостики длиной 3 мм. Верхняя сторона крыльев самки обычно тёмно-коричневая. Глаза волосатые. Передние лапки самцов несегментированные.

## Виды
- Neozephyrus coruscans
- Neozephyrus dubernardi
- Neozephyrus helenae
- Neozephyrus japonicus (Murray, 1875)
- Neozephyrus suroia
- Neozephyrus taiwanus
- Neozephyrus uedai